# Аран (Атлантски Пиринеји)
Аран (фр. Aren) насеље је и општина у југозападној Француској у региону Аквитанија, у департману Атлантски Пиринеји која припада префектури Олорон Сен Мари.
По подацима из 2011. године у општини је живело 238 становника, а густина насељености је износила 32,21 становника/km². Општина се простире на површини од 7,39 km². Налази се на средњој надморској висини од 205 метара (максималној 269 m, а минималној 154 m).

## Демографија
| 1962. | 1968. | 1975. | 1982. | 1990. | 1999. | 2011. |
| ----- | ----- | ----- | ----- | ----- | ----- | ----- |
| 175   | 154   | 143   | 158   | 185   | 180   | 238   |

График промене броја становника у току последњих година